# Zofiówka (powiat działdowski)
Zofiówka – osada w Polsce położona w województwie warmińsko-mazurskim, w powiecie działdowskim, w gminie Rybno.
W latach 1975–1998 miejscowość należała administracyjnie do województwa ciechanowskiego.